# Milionia coeruleonitens
Milionia coeruleonitens är en fjärilsart som beskrevs av Rothschild 1915. Milionia coeruleonitens ingår i släktet Milionia och familjen mätare. Inga underarter finns listade i Catalogue of Life.